# Велукандакия
Велукандакия Нандамата, или Уттара, — последовательница Будды Шакьямуни, считающаяся самой выдающейся мирянкой в плане достижений в области медитации и, наряду с Кхудджуттарой, одной из двух самых выдающихся учениц-мирянок Будды. Известна как мать Нанды (не сводного брата Будды с тем же именем).
Будда в своих наставлениях Самъютта-никая поставил её в пример подражания для женщин-буддисток с самого юного возраста.